# Olympische Sommerspiele 1968/Teilnehmer (Costa Rica)
| Gelbes Symbol für Goldmedaillen mit stilisierten Olympischen Ringen | Graues Symbol für Silbermedaillen mit stilisierten Olympischen Ringen | Braundes Symbol für Bronzemedaillen mit stilisierten Olympischen Ringen |
| ------------------------------------------------------------------- | --------------------------------------------------------------------- | ----------------------------------------------------------------------- |
| —                                                                   | —                                                                     | —                                                                       |

Costa Rica nahm an den Olympischen Sommerspielen 1968 in Mexiko-Stadt mit einer Delegation von 18 Athleten (17 Männer und eine Frau) an 18 Wettkämpfen in sechs Sportarten teil. Ein Medaillengewinn gelang keinem der Athleten.

## Teilnehmer nach Sportarten

### Boxen
- Isaac Marin
Halbweltergewicht: in der 1. Runde nicht ausgeschieden

- Walter Campos
Halbmittelgewicht: in der 1. Runde nicht ausgeschieden

### Gewichtheben
- Luis Fonseca
Mittelgewicht: 17. Platz

- Rodolfo Castillo Vargas
Halbschwergewicht: 21. Platz

- Fernando Esquivel
Mittelschwergewicht: 23. Platz

### Leichtathletik
Männer
- Rafael Pérez
5000 m: im Vorlauf ausgeschieden
10.000 m: 31. Platz
Marathon: Rennen nicht beendet

- Jean Robotham
400 m: im Vorlauf ausgeschieden
Weitsprung: 24. Platz
Fünfkampf: 32. Platz

### Radsport
- Miguel Ángel Sánchez
Straßenrennen: 63. Platz
Mannschaftszeitfahren: 27. Platz

- José Manuel Soto
Straßenrennen: Rennen nicht beendet
Mannschaftszeitfahren: 27. Platz

- Humberto Solano
Straßenrennen: Rennen nicht beendet

- Adrián Solano
Mannschaftszeitfahren: 27. Platz

- José Sánchez
Straßenrennen: Rennen nicht beendet
Mannschaftszeitfahren: 27. Platz

### Schießen
- Antonio Mora
Freie Pistole 50 m: 67. Platz

- Rodrigo Ruiz
Freie Pistole 50 m: 68. Platz

- Hugo Chamberlain
Kleinkalibergewehr Dreistellungskampf 50 m: 57. Platz
Kleinkalibergewehr liegend 50 m: 66. Platz

- Carlos Pacheco
Kleinkalibergewehr liegend 50 m: 52. Platz
Skeet: 42. Platz

- Jorge André
Skeet: 51. Platz

### Schwimmen
- Luis Aguilar
100 m Freistil: im Vorlauf ausgeschieden